# Anne Bonny
Anne Bonny (Kinsale, Irlanda, c. 1700 - Charleston, Carolina del Sud, c. 1782) fou una dona pirata molt coneguda, que operà al Carib durant el segle xviii. Ben poc se sap de la seva vida, i la majoria de la informació prové del Llibre dels pirates (A General History of the Pyrates) de Charles Johnson.

## Biografia

### Infantesa i joventut
Anne Bonny (Anne McCormac) va nàixer a Kinsale al voltant de l'any 1700. Era la filla de Mary Brennan, una serventa, i del seu amo, un advocat anomenat William McCormac. Aquest primer es traslladà a Londres per allunyar-se de la família de la seva esposa, i inicialment s'anomenava "Andy" a Ann i la vestia com un nen. Quan fou descobert, McCormac, Mary Brennan i Anne Bonny emigraren a les Carolines, i allà McCormac eliminà el "Mc" típic irlandès del seu cognom per mesclar-se millor entre la població de Charles Town. Els inicis foren durs, però el coneixement en matèria de lleis per part de Cormac —malgrat no aconseguir establir-se com a advocat— i la seva capacitat de mercadeig els facilitaren la compra d'una casa i una plantació als afores de la població. Mary Brennan morí quan Anne comptava 12 anys, i William Cormac entrà en el món del mercadeig; aconseguí generar una bona fortuna.
Per la seva banda, Anne Cormac era coneguda pel seu pèl roig i pel seu caràcter violent, en tant que als 13 anys presumptament va apunyalar una jove serventa amb un ganivet. Es va casar amb un mariner pobre i pirata ocasional anomenat James Bonny, que tenia l'esperança d'obtenir la riquesa generada pel pare d'Anne, però aquest la va desheredar i entre 1714 i 1718, James i Anne Bonny van traslladar-se a Nassau, un indret a l'illa de New Providence conegut com la "República dels Pirates". No obstant això, quan el governador Woodes Rogers va arribar a l'illa l'estiu de 1718, James Bonny va passar a ser el seu informador.

### La companya de John Rackham
Mentre estava a Nassau, Anne Bonny va començar a mesclar-se amb els pirates a les tavernes locals. Allà va conèixer John "Calico Jack" Rackham; esdevingueren amants i tingueren un fill a Cuba, que segons algunes teories fou deixat a la família de Rackham o senzillament abandonat a l'illa. Bonny va escapar-se a Rackham i visqué com una pirata, es divorcià del seu anterior marit i es casà amb Rackham durant una travessia al mar.
Bonny, Rackham i Mary Read van robar el vaixell Revenge, llavors ancorat al port de Nassau, van organitzar una tripulació i van estar operant durant anys per l'àrea de Jamaica. Bonny lluitava amb els homes, era efectiva en combat i respectada pels seus companys. El governador Rogers la va incloure en la llista de pirates en crida i cerca que es va publicar a l'únic diari que es publicava al continent, el Boston News-Letter, i malgrat que històricament Anne Bonny era considerada una pirata del Carib, mai va comandar el seu propi vaixell.

### Captura, empresonament i desaparició
L'octubre de 1720, Rackham i la seva tripulació foren atacats per un vaixell reial capitanejat per Jonathan Barnet, per encàrrec de Nicholas Lawes, governador de Jamaica. La majoria dels pirates de Rackham van presentar poca resistència a l'atac, ja que molts estaven massa beguts per poder lluitar. No obstant això, Bonny va lluitar amb intensitat i va aconseguir contenir les tropes durant un breu període. La tripulació fou traslladada a Jamaica, on foren condemnats a la forca pel governador Lawes. Segons Charles Johnson, les últimes paraules de Bonny a Rackham foren: "Si haguessis lluitat com un home, no et penjarien com un gos". Bonny i Read van demanar clemència tot argumentant que estaven embarassades i els fou concedit un període de gràcia fins que donessin a llum. Mary Read morí a la presó, probablement d'una infecció posterior al part; però no es tenen dades ni de l'alliberament o l'execució d'Anne Bonny. Aquest fet alimentà sospites sobre un possible rescat per part de son pare, un retorn amb el seu primer marit o fins i tot que Bonny continués la vida pirata amb una nova identitat. El més probable és que son pare comprés la seva llibertat al governador Lawes i n'acordés un nou casament amb Joseph Buerliegh, de Virgínia, amb qui tingué vuit fills, i visqué fins als vuitanta anys. De tota manera, malgrat que algunes fonts semblen donar coherència a aquest darrer relat, no es pot considerar completament conclusiu.